# منصة تفاعلية

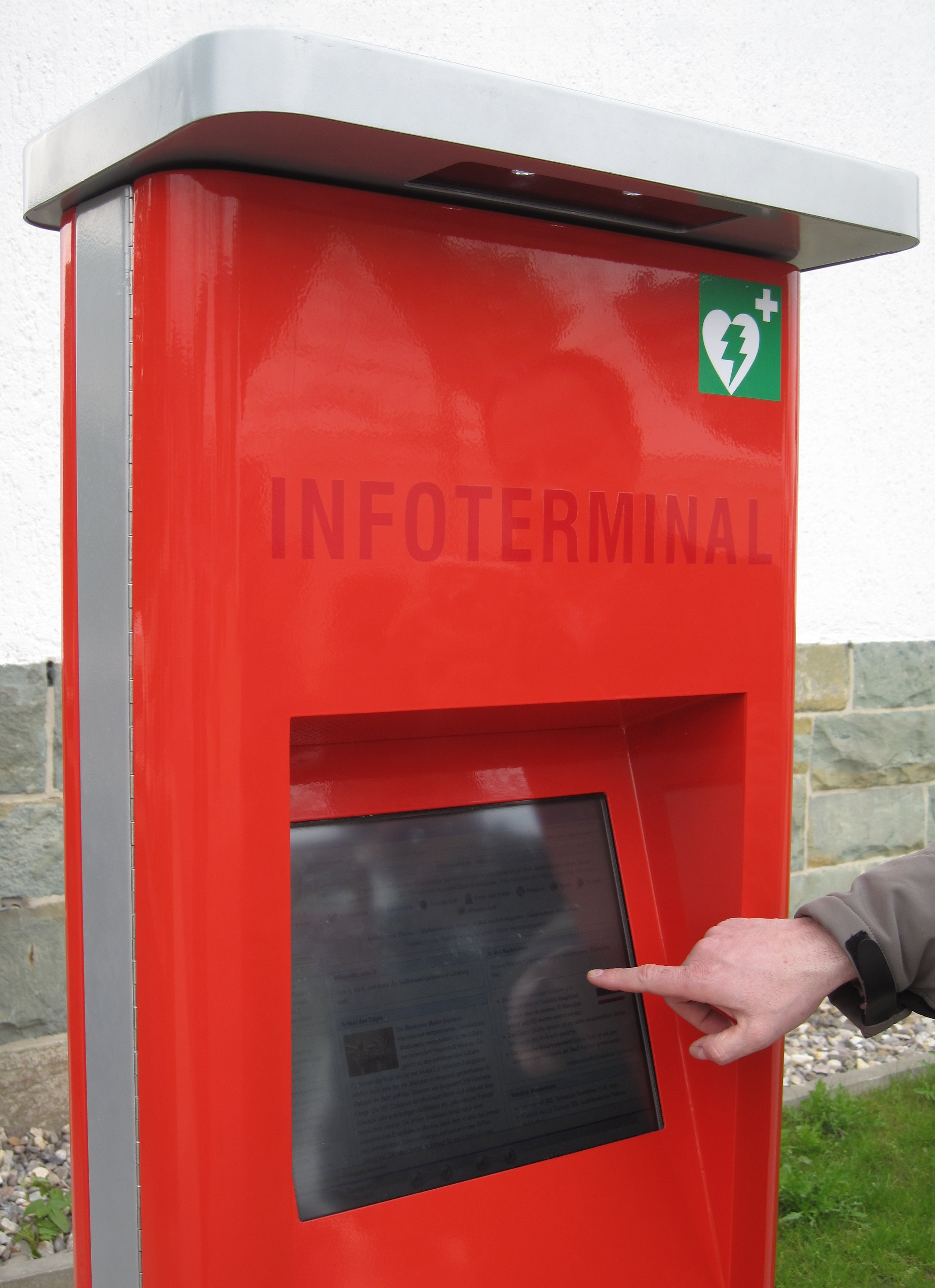
منصة الإنترنت في Hemer، ألمانيا

المنصة التفاعلي (بالإنجليزية: Interactive kiosk)‏ هو طرفية حاسوب تمكن المستخدم من الوصول إلى المعلومات التي يحتاجها والاستفادة من الخدمات المتوفرة. مجالات الاستخدام هي:
- الترفيه (مثل استئجار دي في دي، طباعة الصور، تذكرة السينما)
- بيع قطاعي (شراء، طلب أطعمة، معلومات عن المنتج)
- سفر (في المطار، حجز غرفة فندق عند الوصول أو إرجاع الغرقة عند المغادرة)
- الخدمات المالية (الدفع، وتبادل عملة، وصرف الشيكات)
- الرعاية الصحية (حجز غرفة مريض، معلومات المريض، معلومات عن المستشفى)
- البلدية والحكومة (مثل شراء تذكرة قطار أو حافلة، تجديد رخصة القيادة، ودفع الضرائب)
- المعلومات أخرى (على سبيل المثال العثور على المسار، والمعلومات، والموارد البشرية)